# Maria Golimowska
Marianna Golimowska Chylińska (Lachowo, 28 de agosto de 1932) é uma ex-jogadora de voleibol da Polônia que competiu nos Jogos Olímpicos de 1964.
Em 1964, ela fez parte da equipe polonesa que conquistou a medalha de bronze no torneio olímpico, no qual atuou em cinco partidas.